# 반두라 (악기)

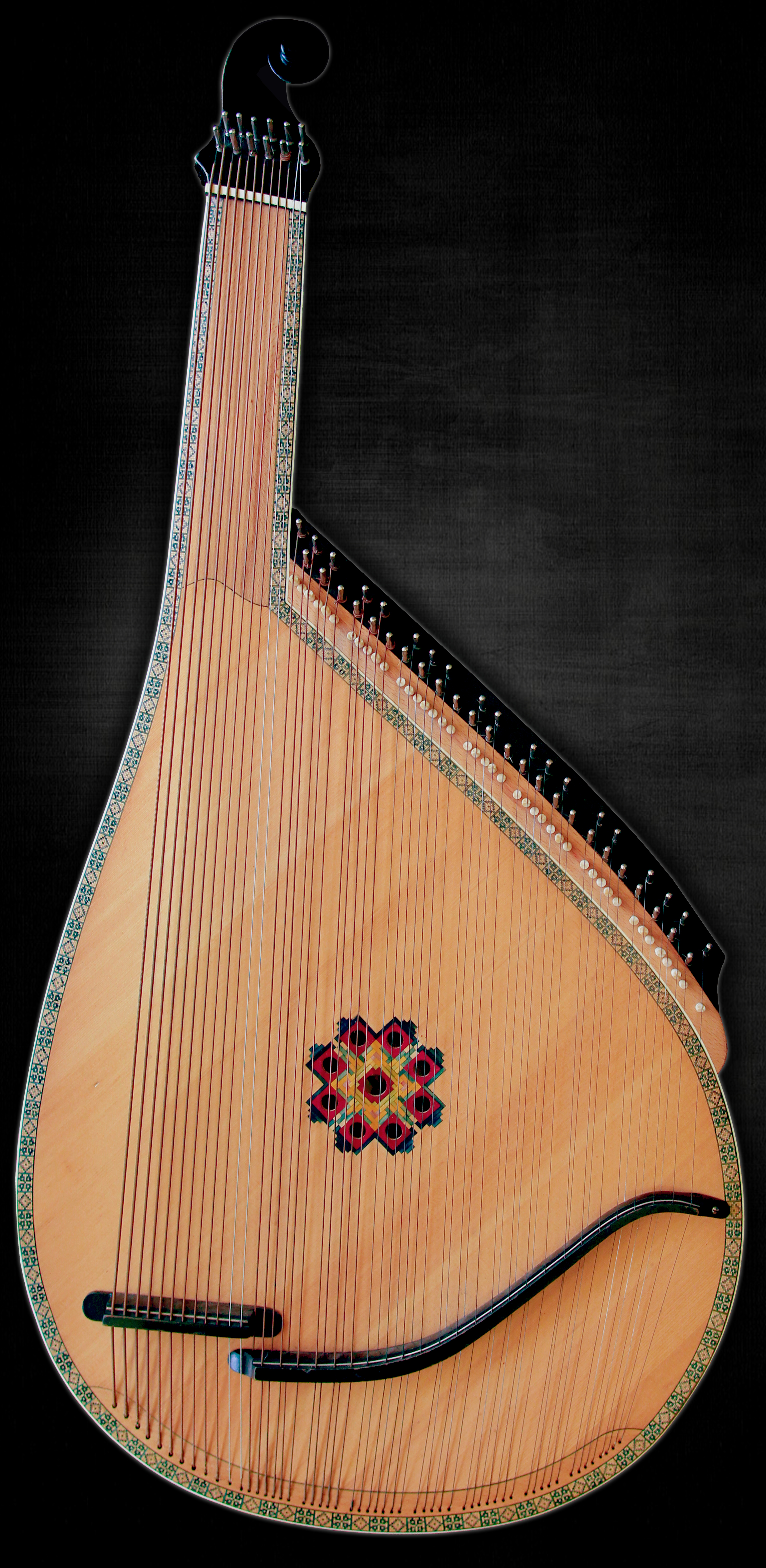

반두라(우크라이나어: бандура)는 우크라이나의 민속발현악기이다. 치터와 류트의 요소를 결합한 이 악기는 1940년대까지 종종 코브자라고도 불렸다. 초기 악기(1700년경)에는 5~12개의 현이 있었고 류트와 비슷했다. 20세기에 현의 수는 처음에는 31현(1926년)으로 늘어났다가 이후 56현으로 늘어났다. 현대 "콘서트" 악기에서는 68현(1954년)이다.
반두라를 연주하는 음악가를 반두라 연주자라고 한다. 19세기와 20세기 초에는 종종 시각 장애인이었던 전통적인 반두라 연주자들을 '코브자'라고 불렀다. 이 악기는 구슬리(gusli)와 코브자(kobza)의 하이브리드로 개발된 것으로 추정된다. 일부는 또한 코브자를 반두라와 유사한 유형 또는 악기로 간주한다. 반두라라는 용어는 1441년부터 폴란드 연대기에 등장한다. 그러나 혼성화는 18세기 말이나 19세기 초에 일어났다.

## 같이 보기
- 반두리아
- 우크라이나 음악